# Limnephilus coenosus
Limnephilus coenosus – gatunek owada z rzędu chruścików, z rodziny bagiennikowateych (Limnephilidae). Larwy budują przenośne domki z fragmentów detrytusu.
Gatunek eurosyberyjski, nie występuje na Półwyspie Iberyjskim, Apenińskim, w Grecji, prowincji pontyjskiej, Islandii; larwy spotykane w jeziorach, torfowiskach i strumieniach, tyrfofilny limnefil (tylko w górach), acidobiont lub acidotolerancyjny, zimnolubny.
Kilkanaście larw złowiono w jeziorach wysokogórskich Karkonoszy. W Tatrach występuje w jeziorach pasma lasu oraz jeziorach silnie zakwaszonych (pH poniżej 5) razem z Oligotricha striata. W Rumunii larwy spotykane w stawach wysokogórskich, w Niemczech uważany za gatunek tyrfofilny występujący w strefie rhitralu.